# Посольське право
Посо́льське право — вживана в міжнародно-правовій літературі традиційна назва норм міжнародного права, що визначають статус і регулюють діяльність дипломатичних представництв та їхніх співробітників. Регламентує призначення і відкликання дипломатів, визначення дипломатичних рангів, обсяг дипломатичних привілеїв та імунітетів тощо. Ряд норм посольського права визначено міжнародними звичаями, більшість закріплено в міжнародних конвенціях та національних законах.